# مکس نوسک
مکس نوسک (آلمانی: Max Nosseck؛ ۱۹ سپتامبر ۱۹۰۲ - ۲۹ سپتامبر ۱۹۷۲) یک کارگردان اهل آلمان بود.
وی کارگردان فیلم‌هایی همچون دیلینگر بوده است.